# Луни
Луни́ (лат. Circus) — род хищных птиц подсемейства луневых из семейства ястребиных.

## Описание
Хищные птицы среднего размера, длина 41—60 см. Длинные крылья и хвост приспособлены для медленного бесшумного полёта низко над землёй, во время которого луни разыскиваиют грызунов, птенцов, ящериц, лягушек и другую добычу. Некоторые виды, например, степной лунь, обладают более мощным полетом и способны охотиться на мелких птиц в воздухе. Ноги луней  длинные, что облегчает поимку добычи в высокой траве. Оперение головы образует лицевой диск, несколько отличающийся по своему строению от лицевого диска сов - развит в основном на уровне щёк, ниже глаза. Так же как и у сов, лицевой диск позволяет охотиться на слух, когда добыча не видна в траве. Обитают луни на открытых и полуоткрытых пространствах. Гнездятся на земле, исключение составляет австралийский пятнистый лунь, гнездящийся на отдельно стоящих деревьях и кустах.

## Распространение
Распространены широко, кроме полярных областей.

## Классификация
Род включает в себя 16 современных видов:
- Circus aeruginosus — Болотный лунь
- Circus spilonotus — Восточный болотный лунь
- Circus spilothorax
- Circus approximans — Австралийский болотный лунь
- Circus ranivorus — Африканский болотный лунь
- Circus maillardi — Реюньонский болотный лунь
- Circus macrosceles — Мадагаскарский болотный лунь (ранее относился к C. maillardi)
- Circus buffoni — Длиннокрылый лунь
- Circus assimilis — Пятнистый лунь
- Circus maurus — Чёрный лунь
- Circus cyaneus — Полевой лунь
- Circus hudsonius — Американский лунь
- Circus cinereus — Серый лунь
- Circus macrourus — Степной лунь
- Circus melanoleucos — Пегий лунь
- Circus pygargus — Луговой лунь

Известно также несколько вымерших:
- † Circus dossenus
- † Circus eylesi (Новая Зеландия)

## Выражение «Седой как лунь»
Самцы многих видов луней окрашены в голубовато-пепельно-серые цвета, так что издали на полете кажутся белёсыми. Именно с птицей, а не непосредственно с луной, как думают некоторые, и сравнивают поседевшего, белоголового человека.
И всё же только белый цвет оперения ещё недостаточен для сравнения, в противном случае седого человека можно было бы сравнить с любой светлоокрашенной птицей. Лунь со своим с загнутым клювом и с венцом перьев вокруг щёк и подбородка напоминает убелённого сединами бородатого старца. По другой версии, поговорка появилась из-за изменения окраса самцов луней по мере взросления. Из коричневых они становятся «седыми».